# عوالمي: المجموعة (ألبوم جاستن بيبر)
ماى ورلدس: ذا كوليكشن (بالإنجليزية: My Worlds: The Collection)‏ هو أول ألبوم تجميعي لفنان التسجيل الكندي جاستن بيبر. تم إصدار الألبوم في 19 نوفمبر 2010. من إنتاج آيلاند ريكوردز. يتضمن الألبوم أغنية منفردة جديدة لبيبر هي براي.